# Tomasz Sulej
Tomasz Sulej (* 6. srpna 1974 Varšava) je polský biolog a paleontolog, specializující se na výzkum vývojově primitivních archosaurů a pravěkých obojživelníků ze skupiny Temnospondyli, žijících v období pozdního triasu. V roce 1998 získal magisterský titul v oboru ekologie, o osm let později pak obhájil doktorskou práci s tematikou osteologie a evoluce metoposaurů. Věnuje se zejména výzkumu svrchnotriasové fauny v okolí Krasiejowa a nedalekých Lisowic (jižní Polsko).
Sulej formálně popsal například velké rauisuchy druhu Smok wawelski (2012)  a Teratosaurus (Polonosuchus) silesiacus (2005) nebo étosaura druhu Stagonolepis olenkae (2010).